# Володимирська гірка
Володи́мирська гі́рка — парк у Києві, закладений у середині XIX століття. Площа — 16,9 га (за іншими даними 10,6 га). Розташована в історичній частині Києва, на вул. Трьохсвятительській Шевченківського району. Парк-пам'ятка садово-паркового мистецтва загальнодержавного значення «Володимирська гірка» з 1972 року.

## Розташування
Володимирівська гірка розташована на верхній і середній терасах Михайлівської гори. Верхня частина цієї гори була зайнята спорудами міста Ізяслава та Михайлівського Золотоверхого монастиря. З північного сходу межує з Поштовою площею, зі сходу — з Володимирським (колишнім Олександрівським) узвозом. Упорядкування, планування схилів розпочалося у 1830-х роках.

## Історія
Назва «Михайлівська гора» існує з XII століття і походить від Михайлівського Золотоверхого собору й однойменного монастиря (обидва споруджені у 1108 році за наказом князя Святополка-Михайла у другій половині XI століття). У 1830–1840-х роках відбувся перший етап впорядкування східної частини Михайлівської гори, суть якого полягала у перетворенні укріплень на тераси верхнього і середнього рівнів (відповідна конфігурація збереглася і понині), наданні правильної форми схилам та їх укріпленню, прокладанні алей і озелененні території. 
У 1853 році на західному відрозі гори було споруджено пам'ятник князеві Володимиру. Топонім «Володимирська гірка» спочатку використовували для позначення території навколо пам'ятника, але поступово він витіснив назву «Олександрівська гора». У документах початку XX століття існували назви «Володимирська гора», «Гора святого Володимира» тощо. Після побудови пам'ятника на терасах прокладені цегляні доріжки, облаштувані клумби, побудувані альтанки. У рослинному покриві переважають насадження ясена, кленів гостролистого та польового, каштана кінського, акації. 

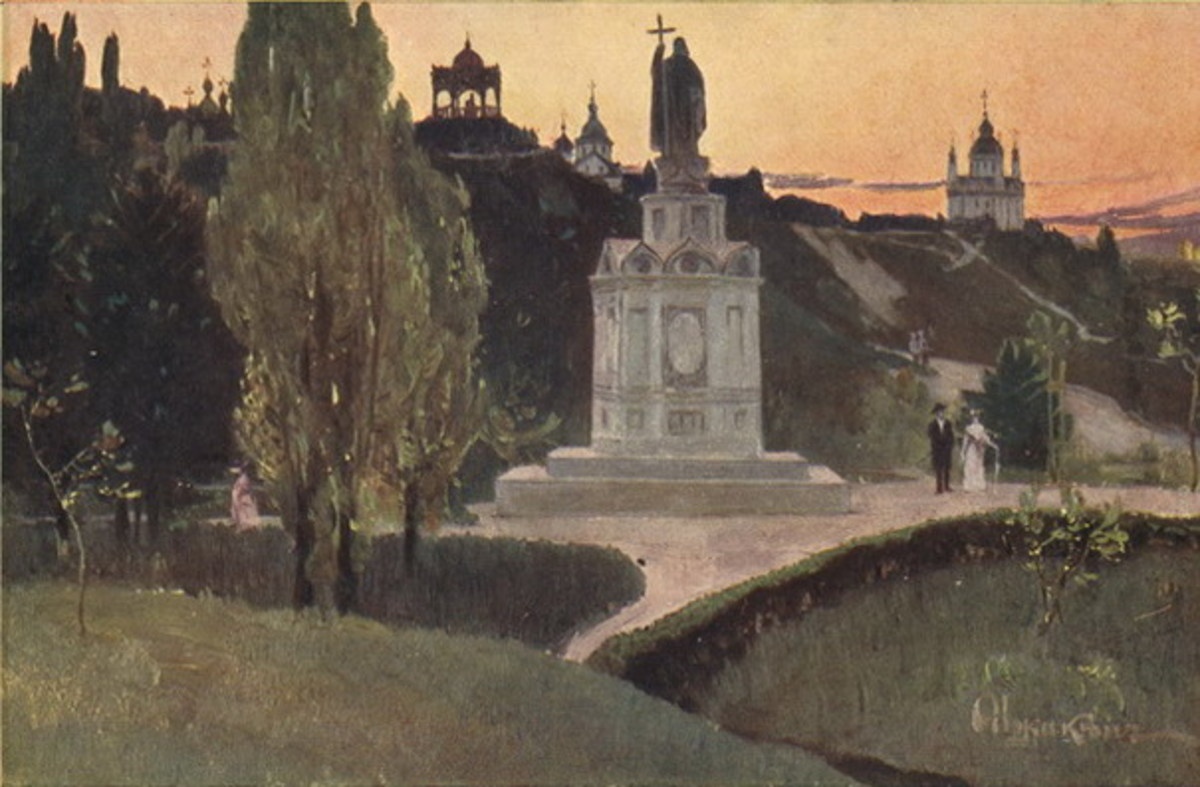
Володимирська гірка (1910-ті), автор — український живописець Іван Їжакевич

Близько 1900 року на Володимирівській гірці споруджена панорама «Голгофа», яка наразі не збереглася (зруйнована у 1920-х роках). Композиційний центр парку — пам'ятник князю Володимиру, до нього прямують алеї середньої тераси, східці з верхньої тераси, східці з Володимирського узвозу.
Наприкінці 1970-х років для побудови нового приміщення Київської філії Центрального музею В. Леніна було знесено готель «Європейський» (1850, архітектор Олександр Беретті) та зрізано частину Володимирської гірки, що значно пошкодило її історичний ландшафт з боку Європейської площі. 
Наприкінці 2002 року проведено реставрацію Михайлівського Золотоверхого собору, що значно підвищило краєвид верхньої тераси Володимирської гірки з північного боку. Верхня тераса декорована квітниками, парковою скульптурою і керамікою. Із північного боку верхньої тераси горизонт закритий суцільною масою дерев, розташованою на схилах Дніпра. Ці схили мають характер приміського лісопарку з мережею стихійних стежок і місць відпочинку, які викликають пригнічення трав'яного покриву та ерозію ґрунту. Нині в парку зростають 93 види та 10 форм дерев і кущів, серед яких рідкісні — кипарисовик горіхоплодий, сакура, рододендрони, магнолія оберненояйцеподібна (Magnolia obovata), карія біла, береза даурська, тамарикс Кочі, липа широколиста розсіченолистої форми.

## Інфраструктура

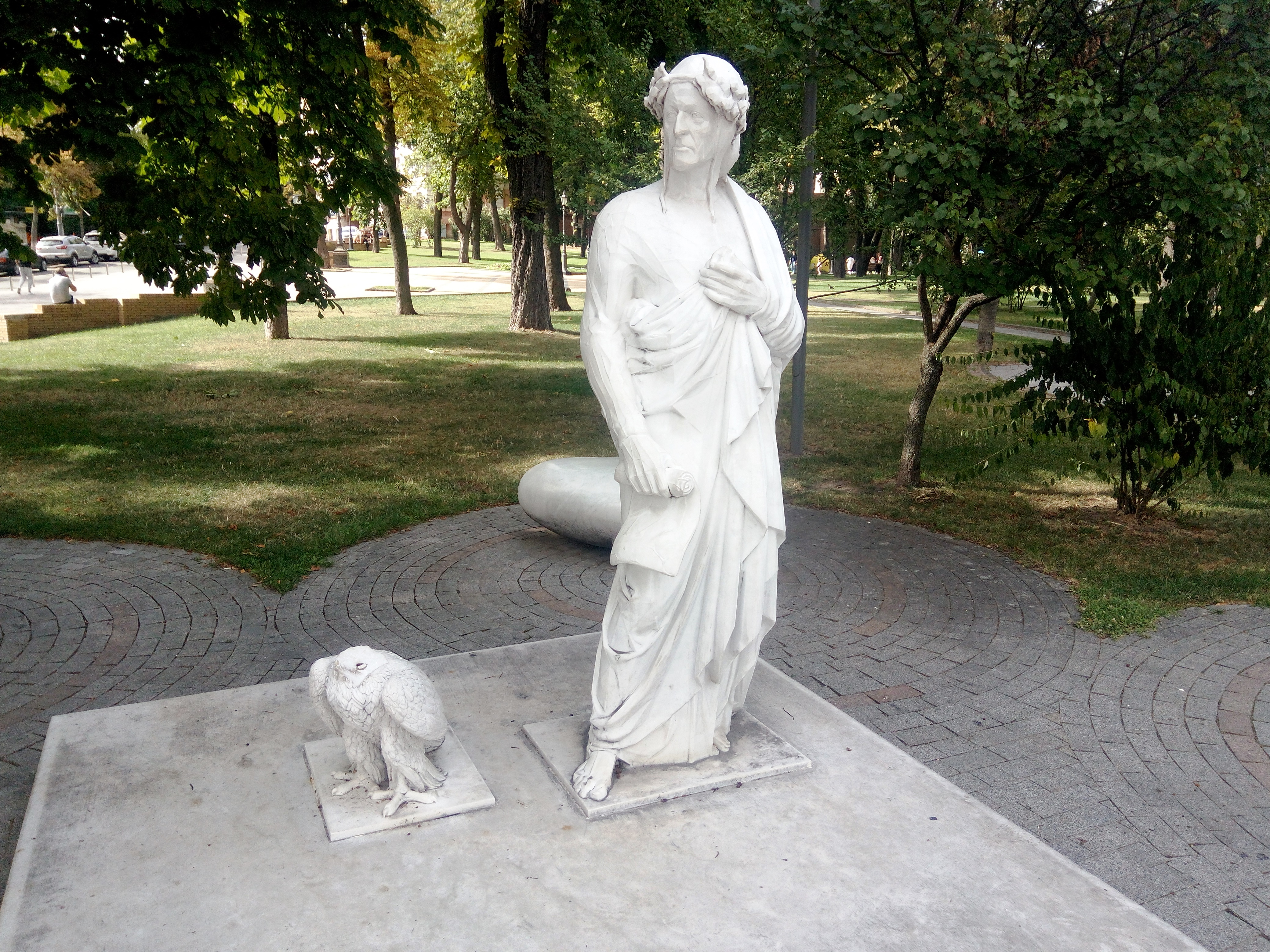
Пам'ятник Данте Аліг'єрі

Окрім пам'ятника, у парку облаштовані дві Кокорівські альтанки, дрібна паркова скульптура (твори київських майстрів, встановлені у 1980–1990-х роках), скульптурна композиція, присвячена Данте. У 1970—1980-х роках в парку відбувалися загальноміські виставки квітів.
У північній частині парку розташований фунікулер, а у південній — Український дім.

## Кокорівська альтанка

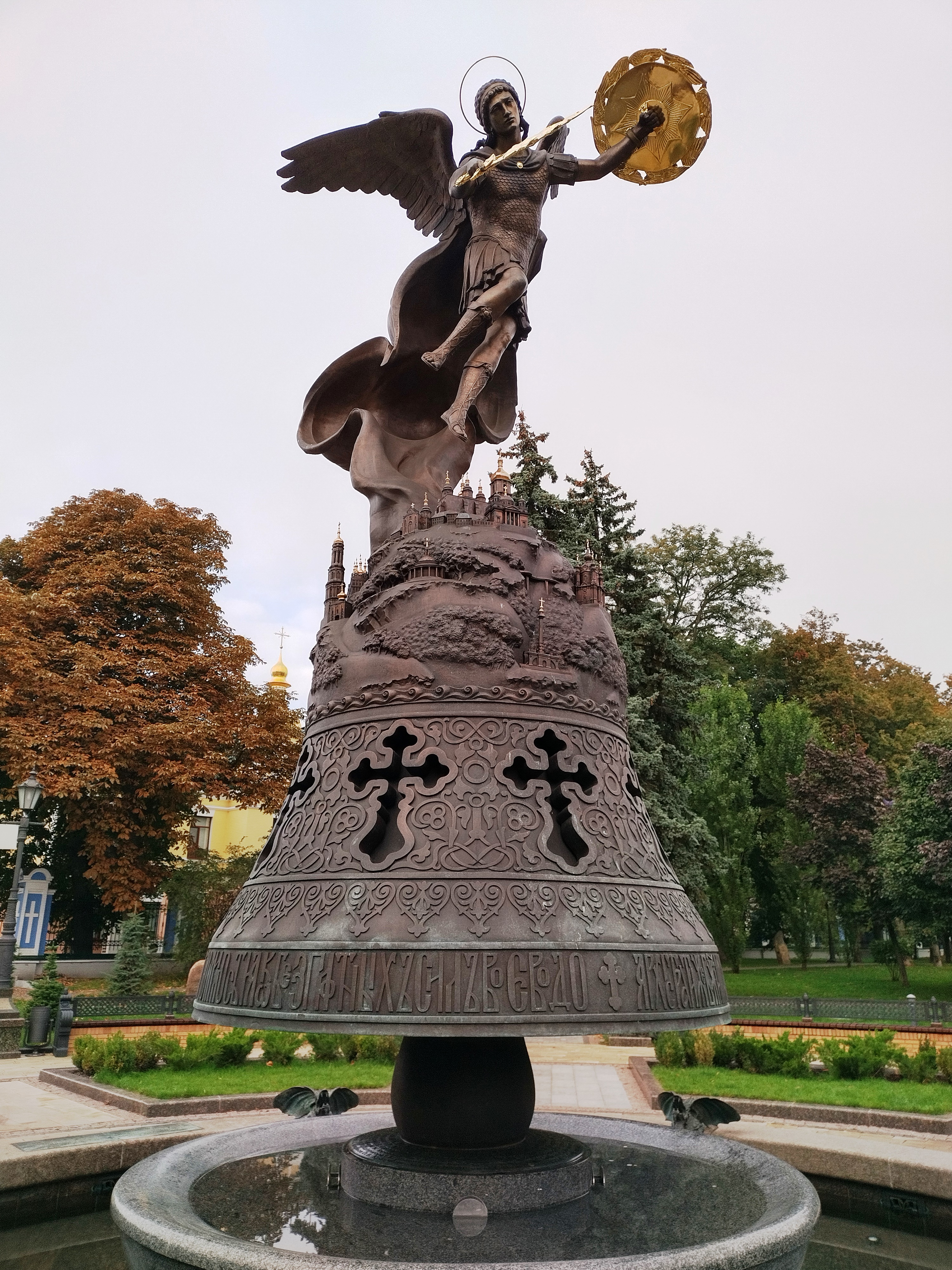
Фонтан з скульптурою Архистратига Михаїла

Кокорівська альтанка на Андріївському узвозі являє собою витвір архітектурного мистецтва, виконаний майстрами по металу 1898 року. Ідея появи альтанки і кошти на її будівництво належала почесному меценату і промисловцю Василю Кокорєву, який побував в Києві у 1860-х роках, який був у захваті від панорами Дніпра і пожертвував Києву 1000 рублів на будівництво оглядової альтанки, яку просив встановити біля Андріївської церкви у 1863 році, а парк «Володимирська гірка» лише тоді будувався. Очільники міста про гроші забули, а згадали про них лише через 33 роки. За цей час на цю суму набіг чималий відсоток, бо зберігалися гроші в міській касі у відсоткових паперах — до основного капіталу зарахували відсотки, і у 1896 році кокорівский фонд становив вже 3627 рублів. Було прийнято рішення замість однієї альтанки побудувати дві. Одну — там, де заповів Кокорєв — біля Андріївської церкви, а другу — неподалік від пам'ятника Володимиру. Роботи з виготовлення альтанок були доручені фабриці Вл. Гослінскі і Ко у Варшаві, яка запропонувала на торгах найвигідніші умови. Альтанки були відкриті для відвідувачів у грудні 1898 року, а повне їх облаштування обійшлося місту: Володимирської —2173 руб. 94 коп., Андріївської — 1517 руб. 60 коп. Їхнею установкою керував київський архітектор Євген Єрмаков. В альтанці були встановлені лавки.

Парк «Володимирська гірка» заснований у ХІ столітті, відновлений 2018 року

З роками конструкція альтанки зіпсувалася — залізо сильно зіржавіло. Весною 2012 року альтанку демонтували та відвезли на реставрацію. Деталі Кокорівської альтанки були доставлені в реставраційну майстерню на режимній території Київського заводу реле і автоматики. Деталі, які ще придатні, — більшість завитків, розеток та іншого декору, — були повернуті на місце у відповідності до ескізного креслення альтанки. Ті, які виявилися непридатними, замінені точно такими ж. Відповідальний за роботу реставратор Ігор Миронець. 
Відреставрований парк був відкритий у два етапи — у 2018 та 2019 роках. 26 травня 2019 року, до Дня Києва, було урочисто відкрито пішохідно-велосипедний міст через Володимирський узвіз, що поєднує парк «Володимирська гірка» (від пам'ятника князю Володимиру) з Хрещатим парком.

## Світлини

Інформаційний щит
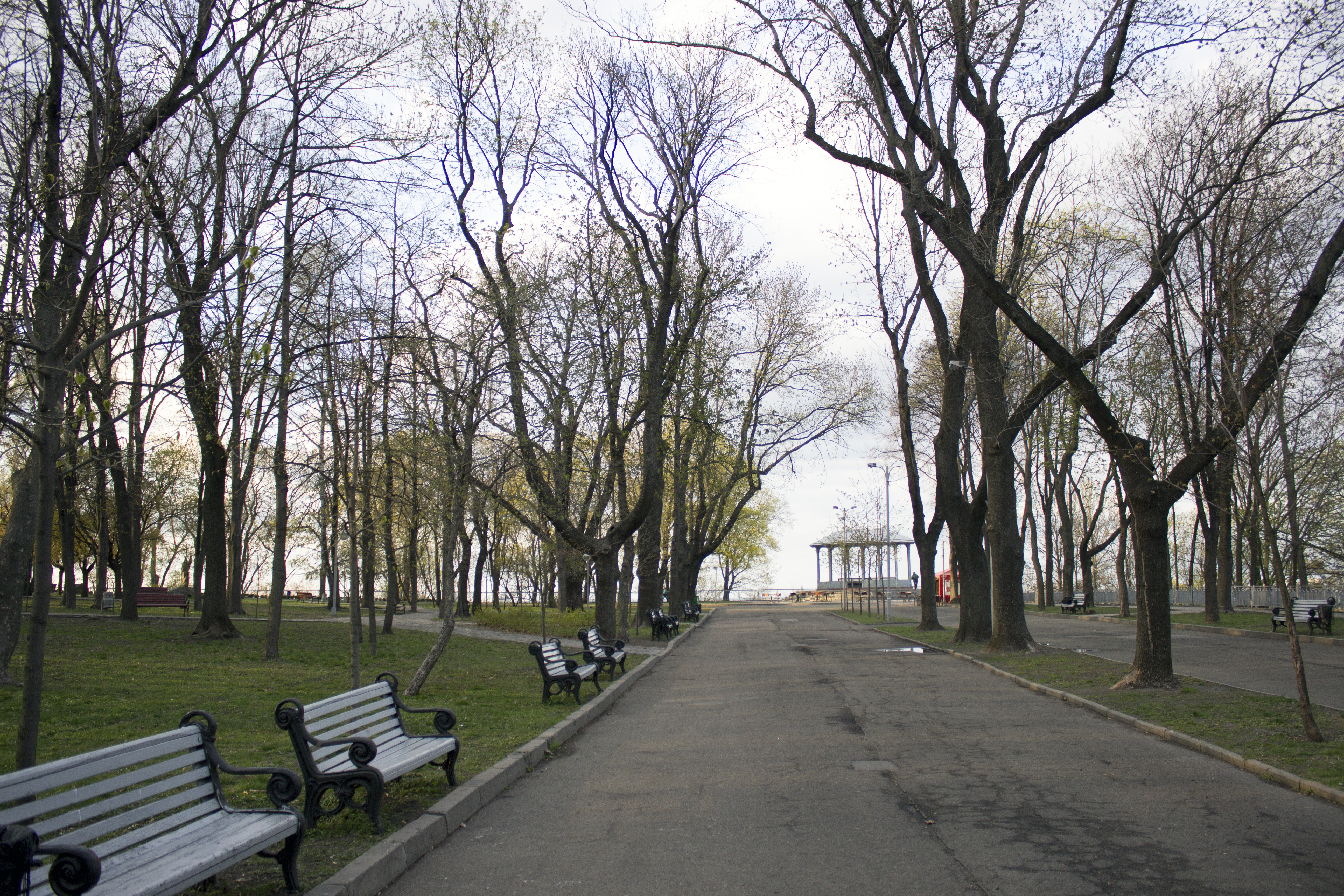
Альтанка на залишках фортечного валу
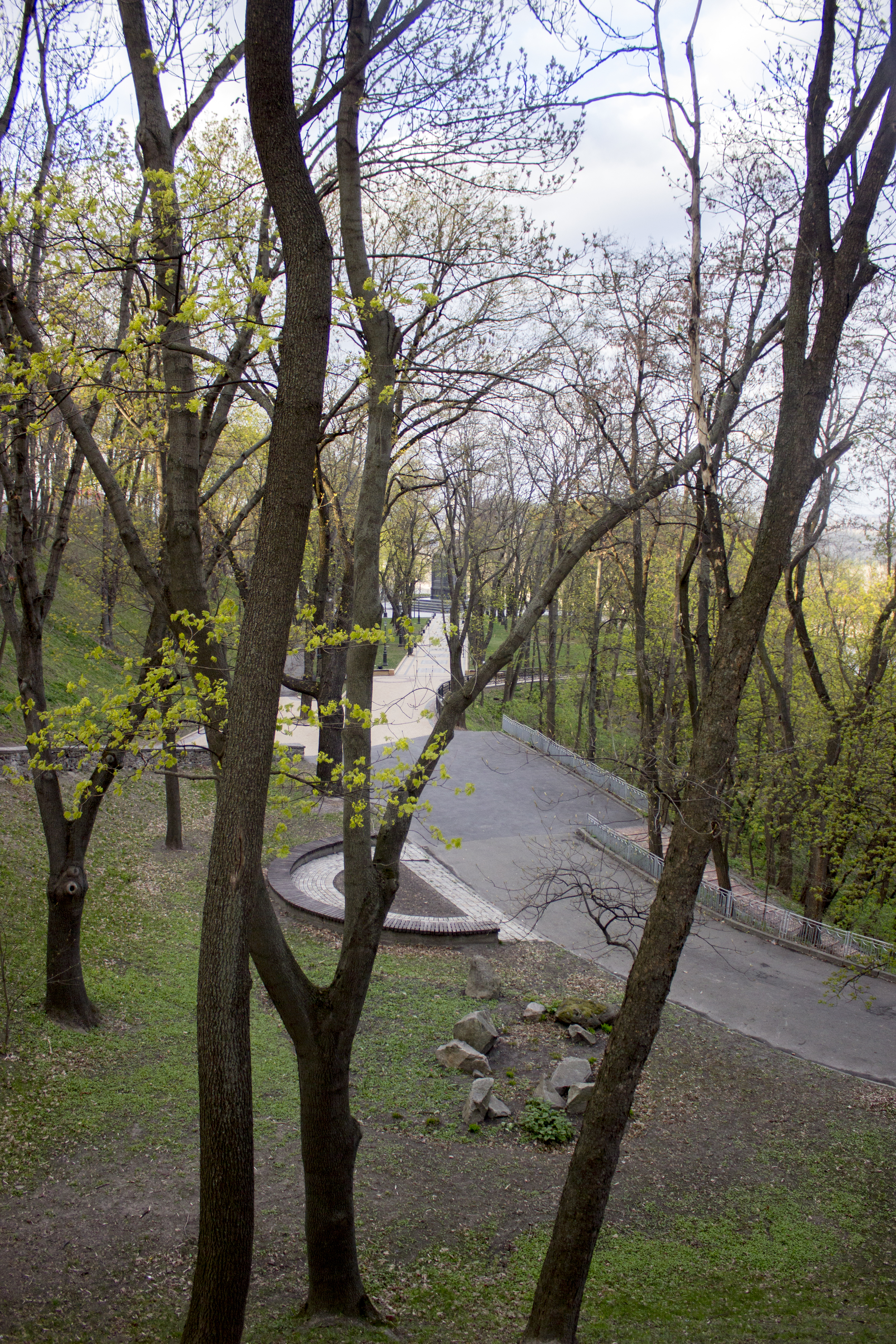
Середня тераса
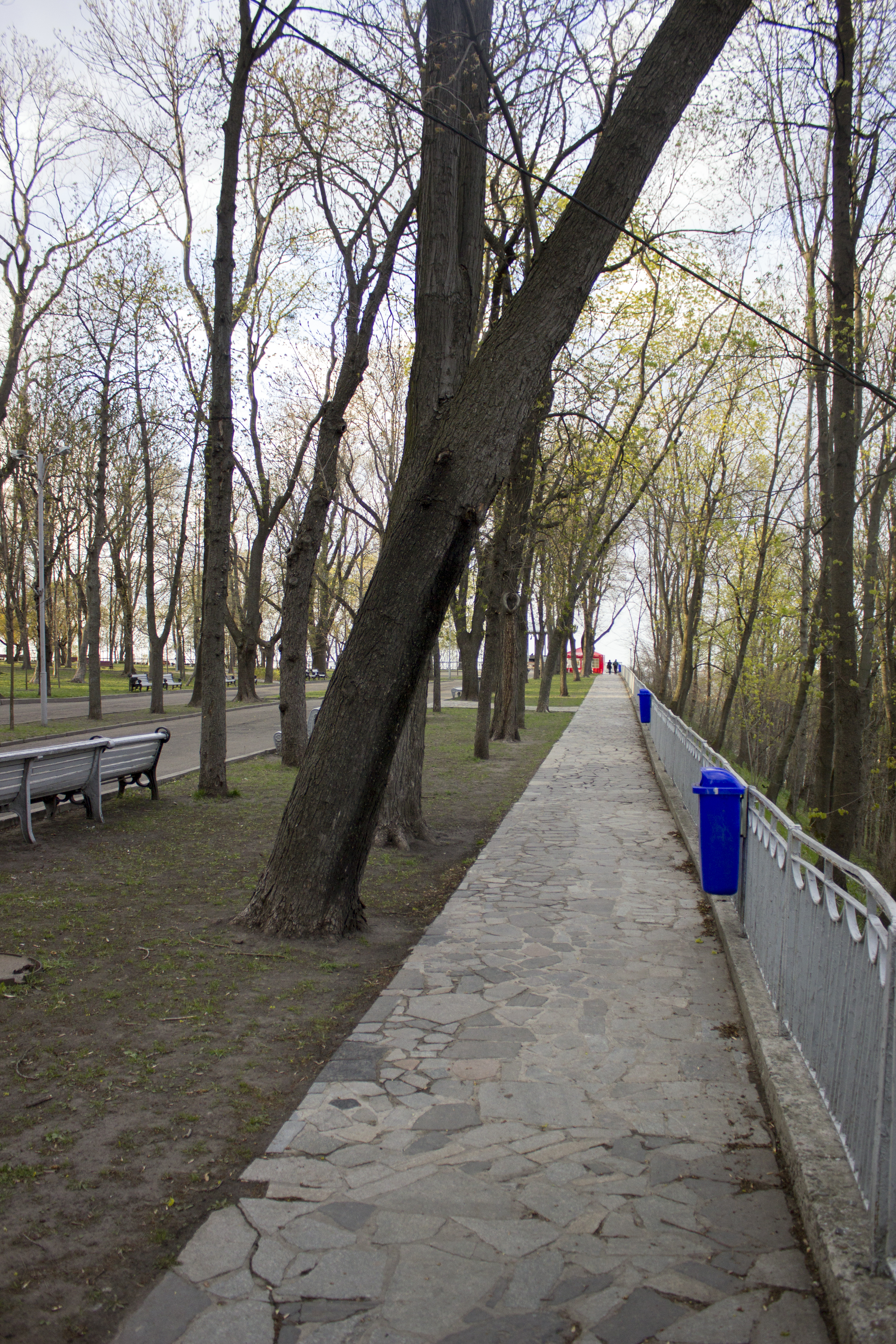
Верхня тераса
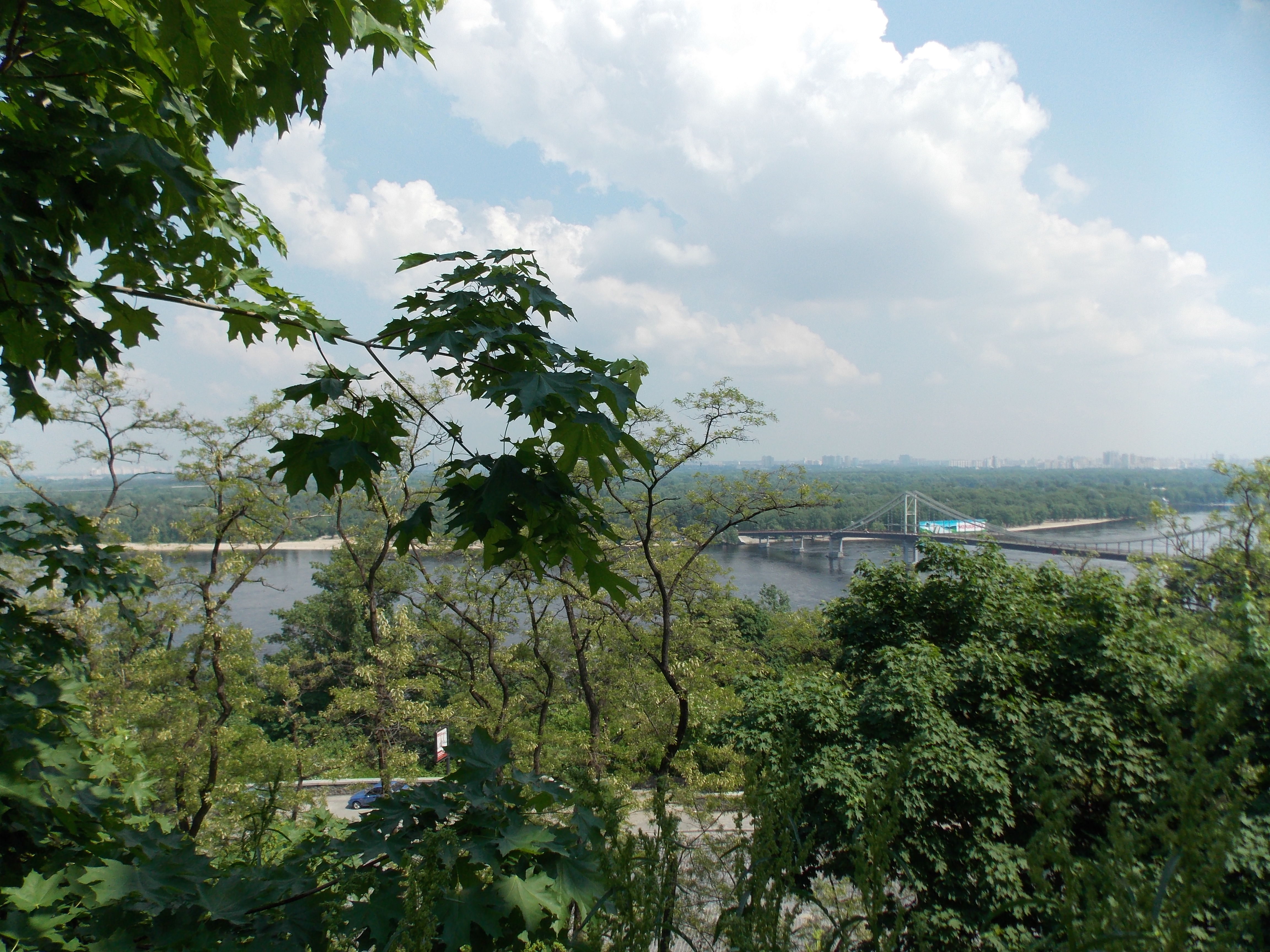
Панорама Дніпра
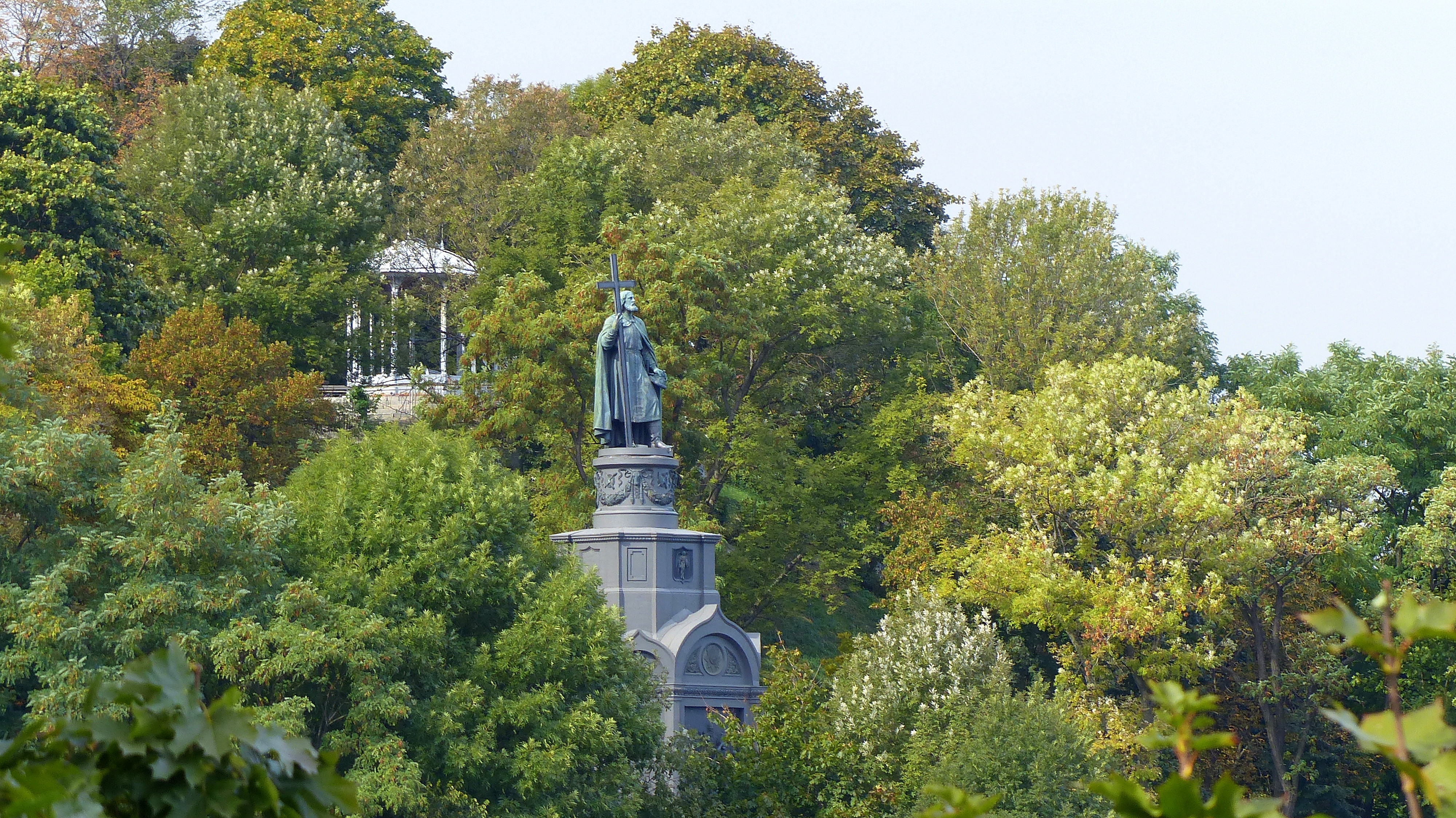
Краєвид з боку Дніпра
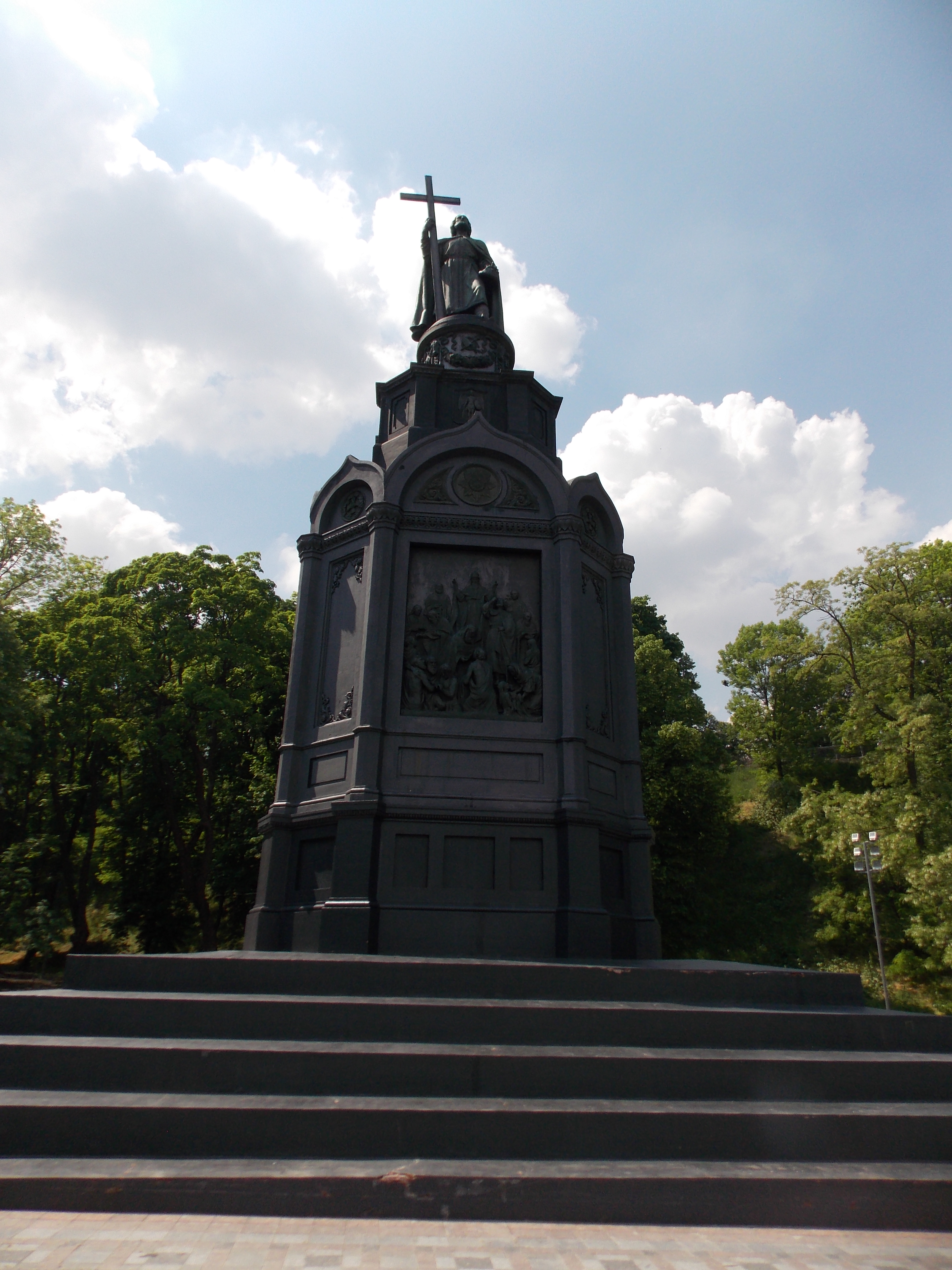
Пам'ятник князю Володимиру Святославичу
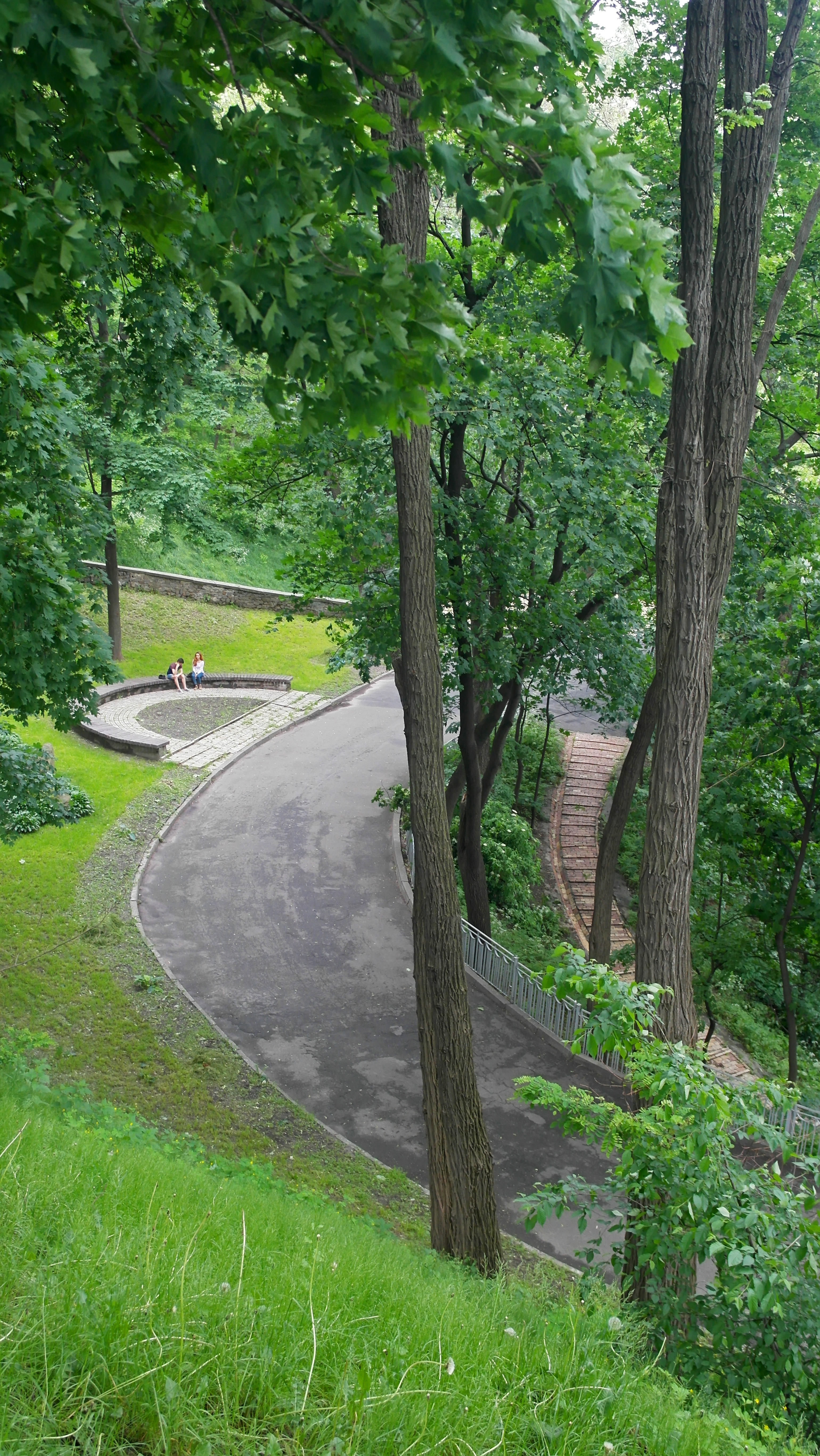
Затишна стежка
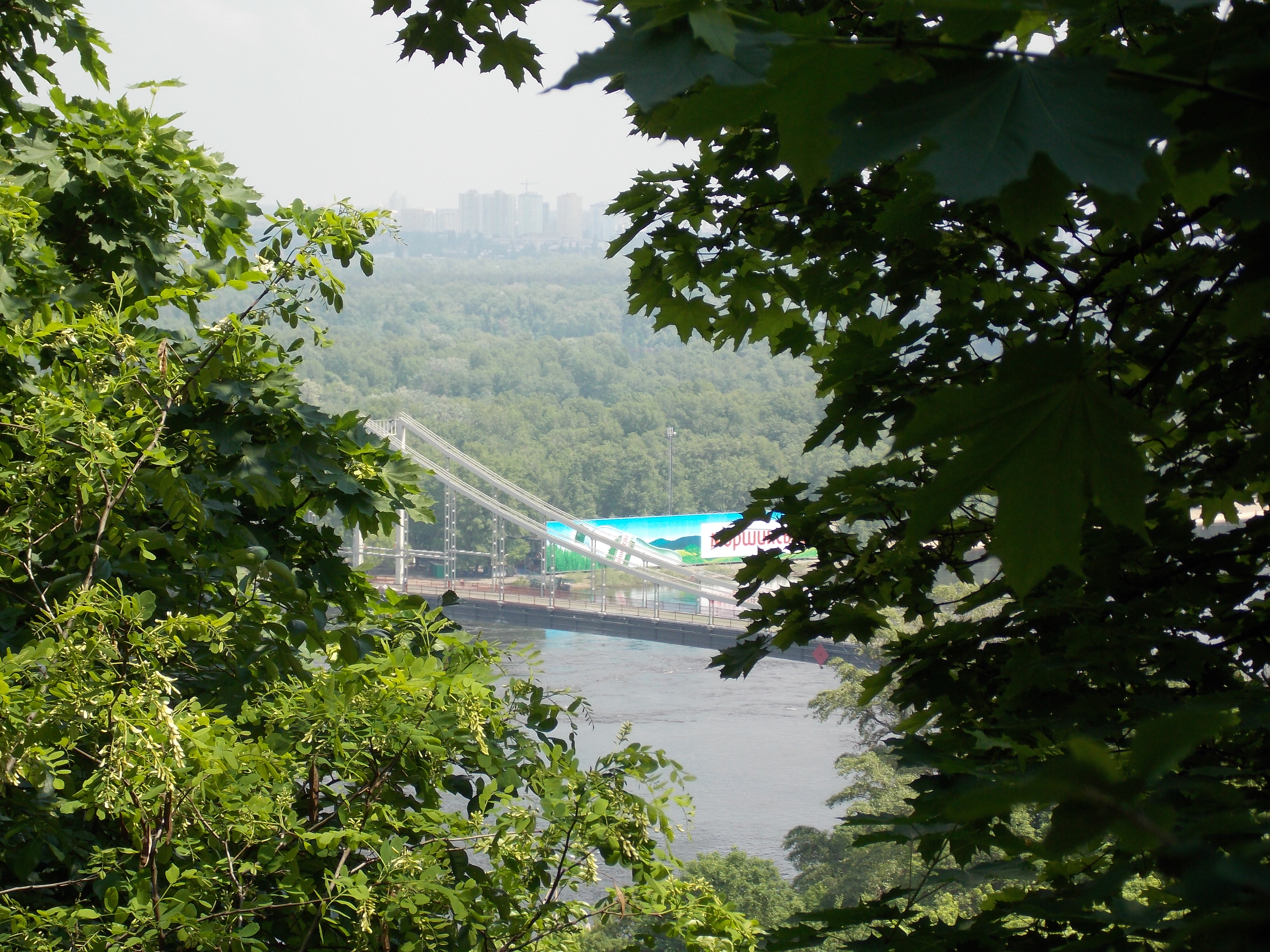
Панорама пішохідного мосту
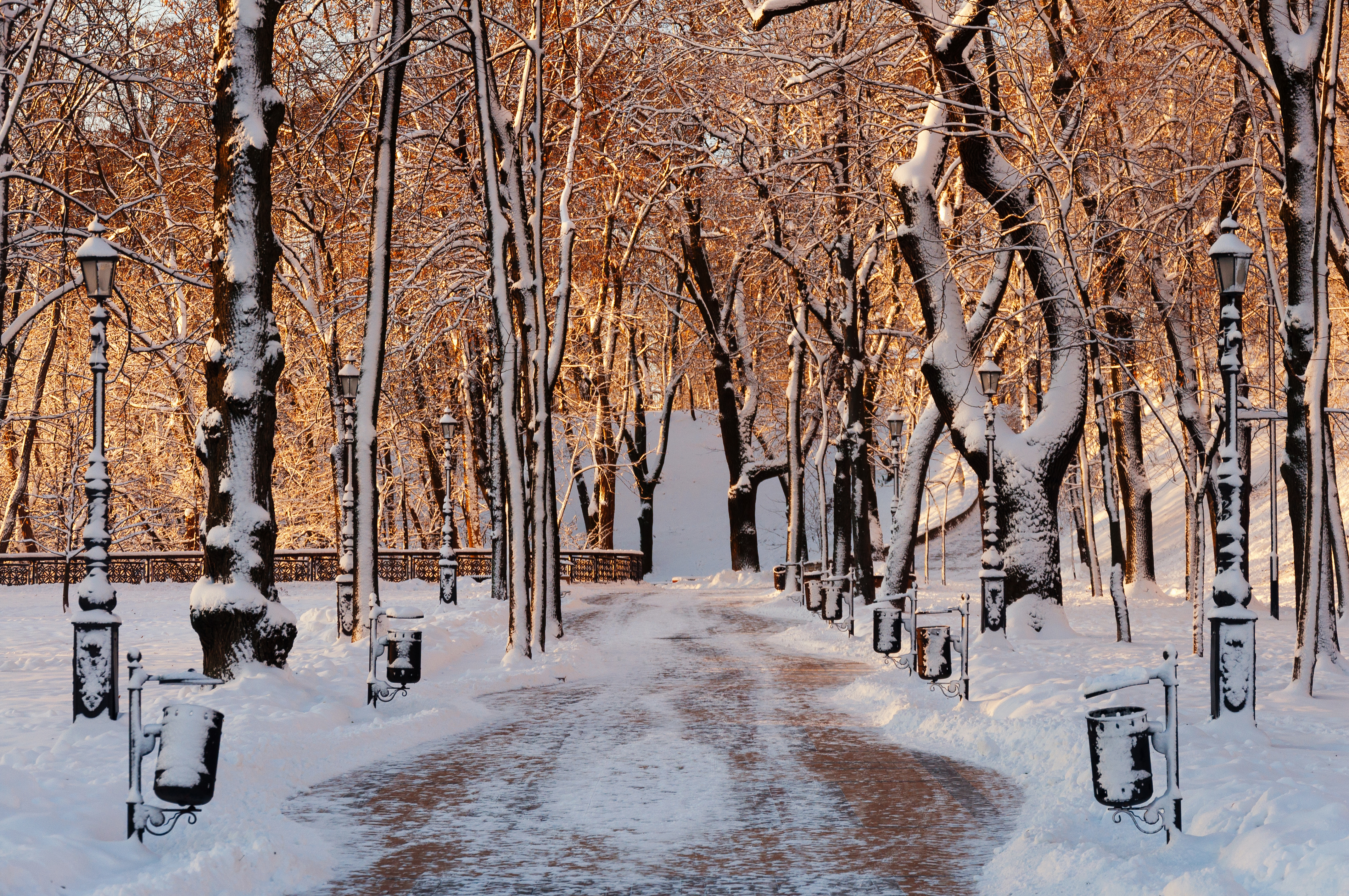
Зимовий парк на світанку
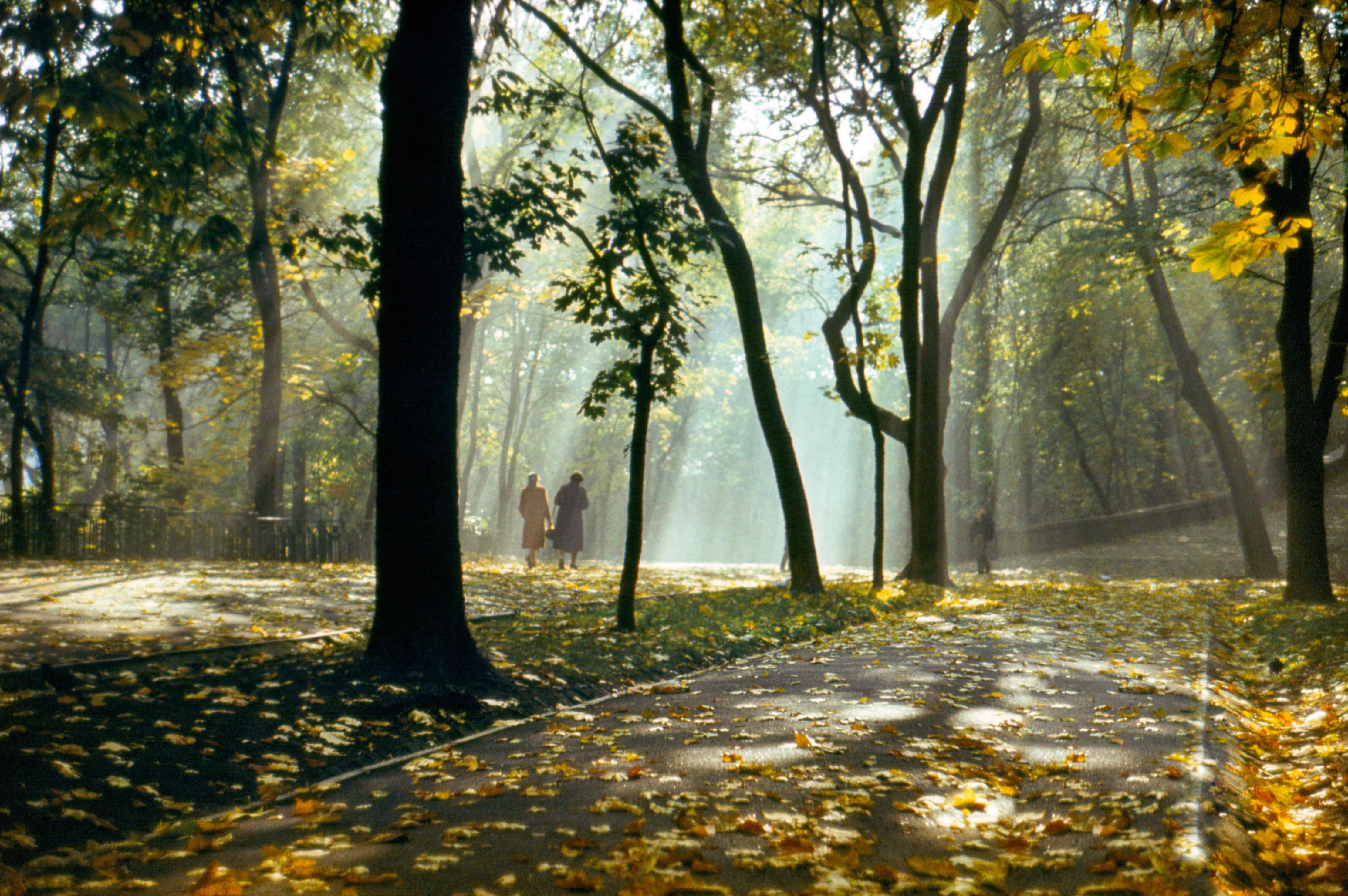
Краєвид восени
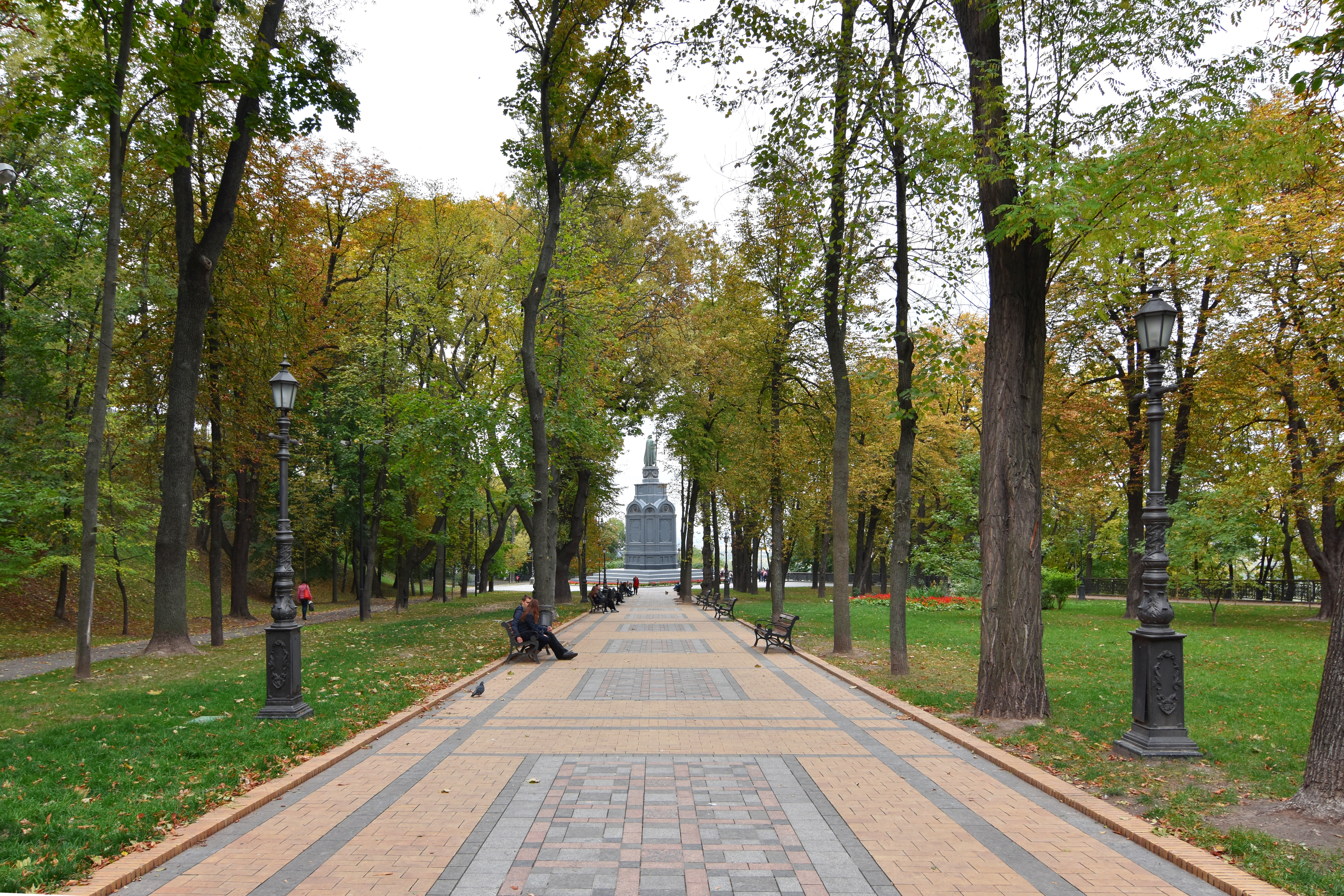
Паркова алея
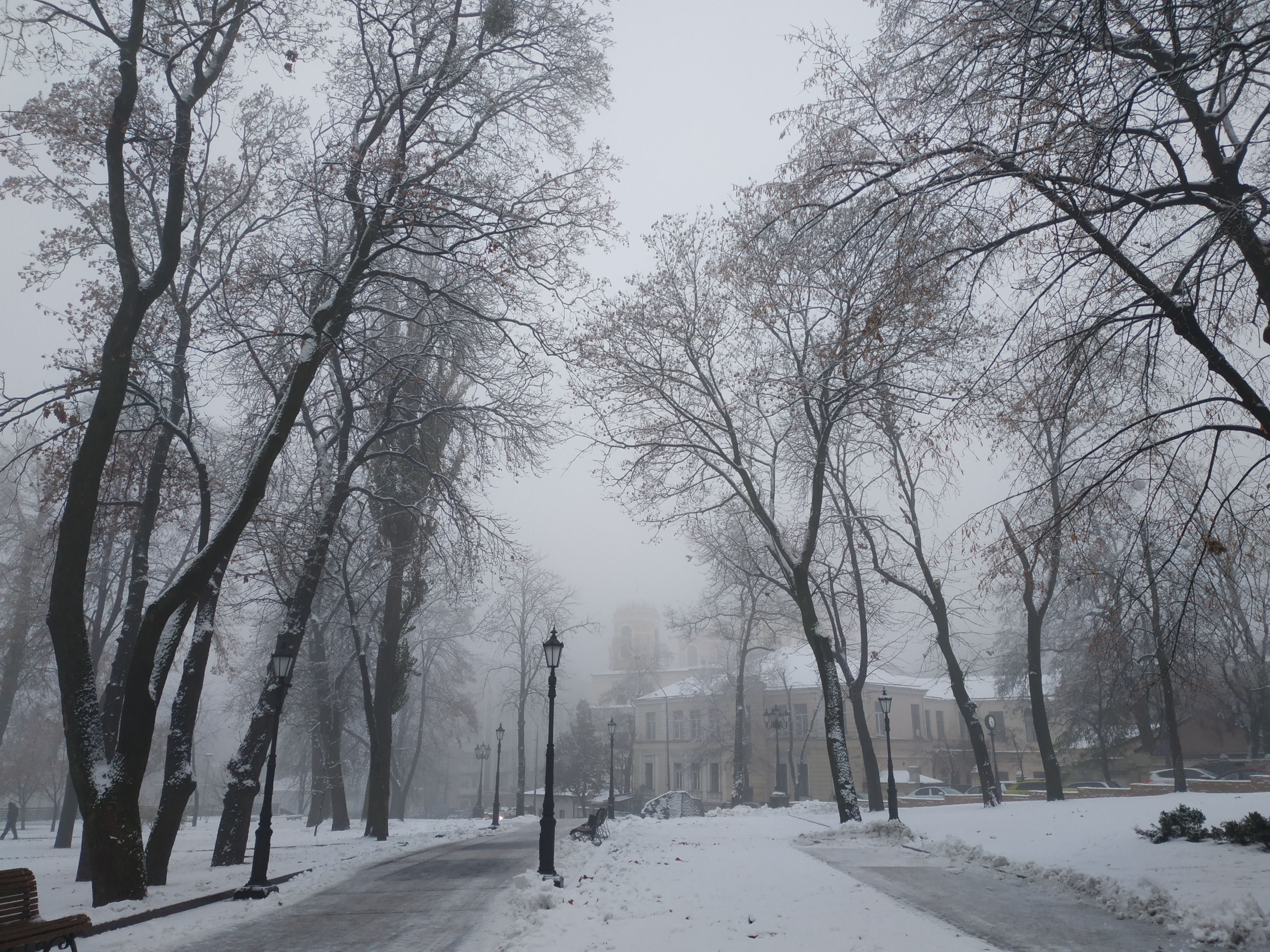
Зимовий краєвид
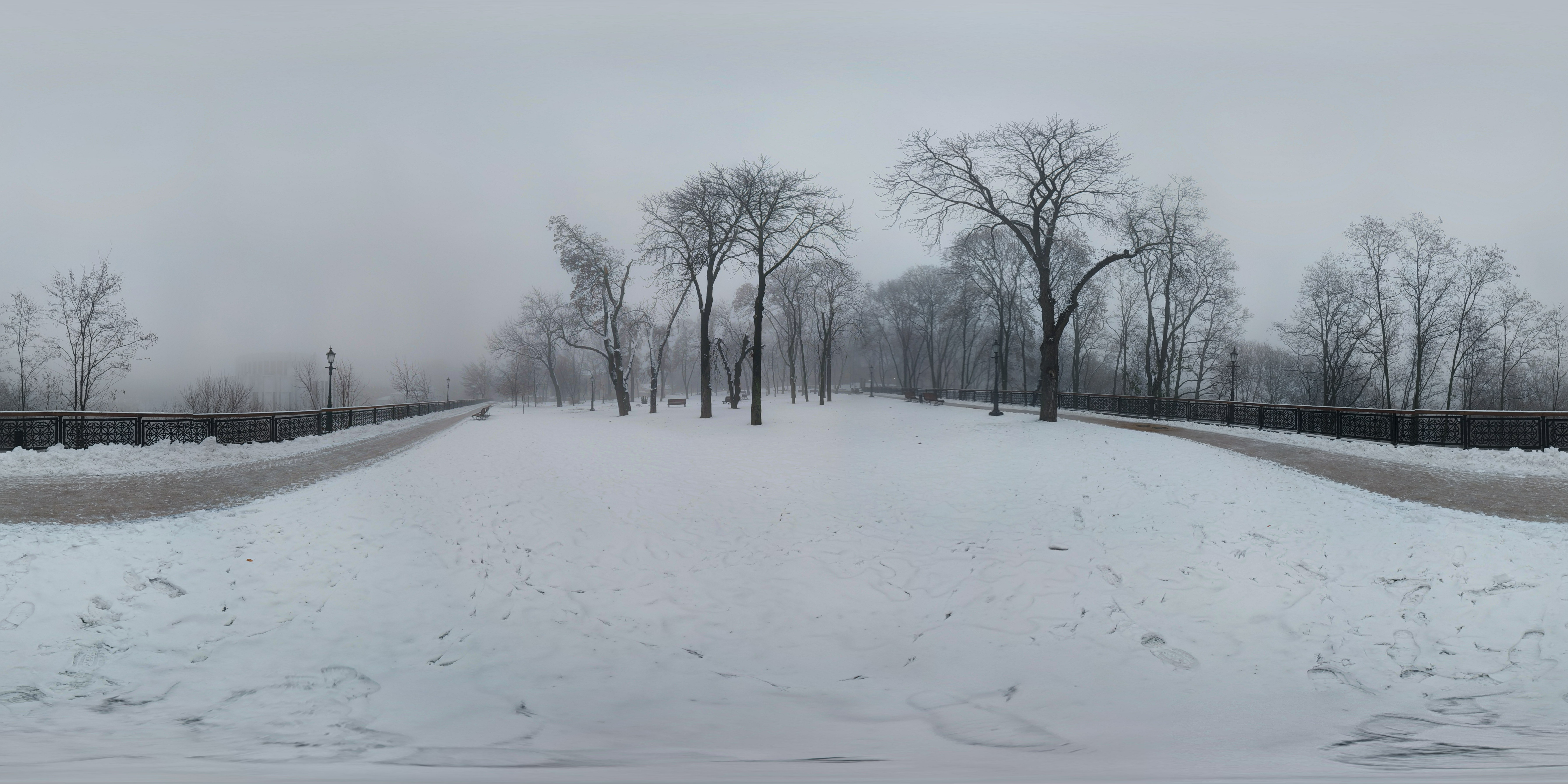
Панорама Володимирської гірки
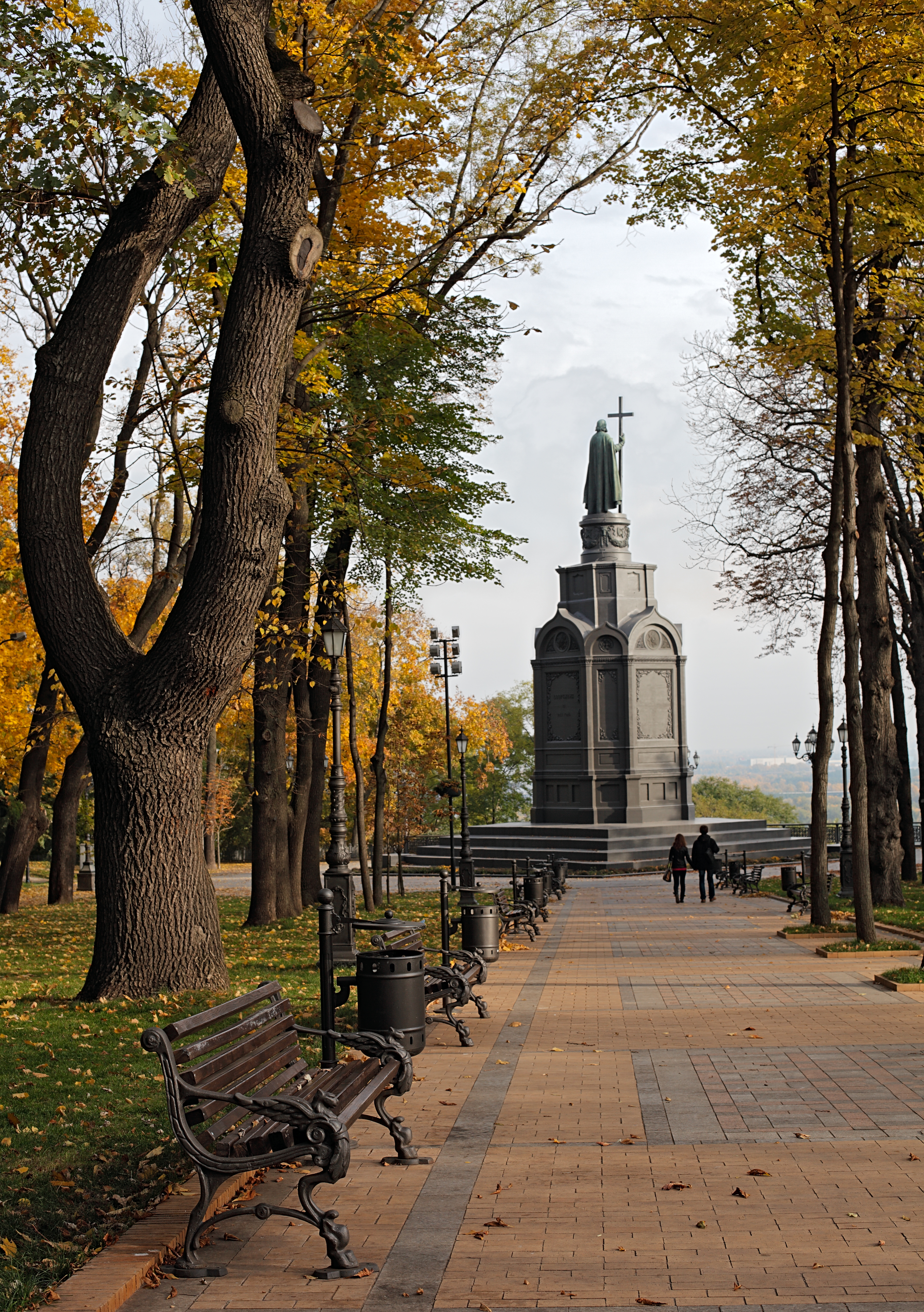
Алея на Володимирській гірці, восени 2013 року.
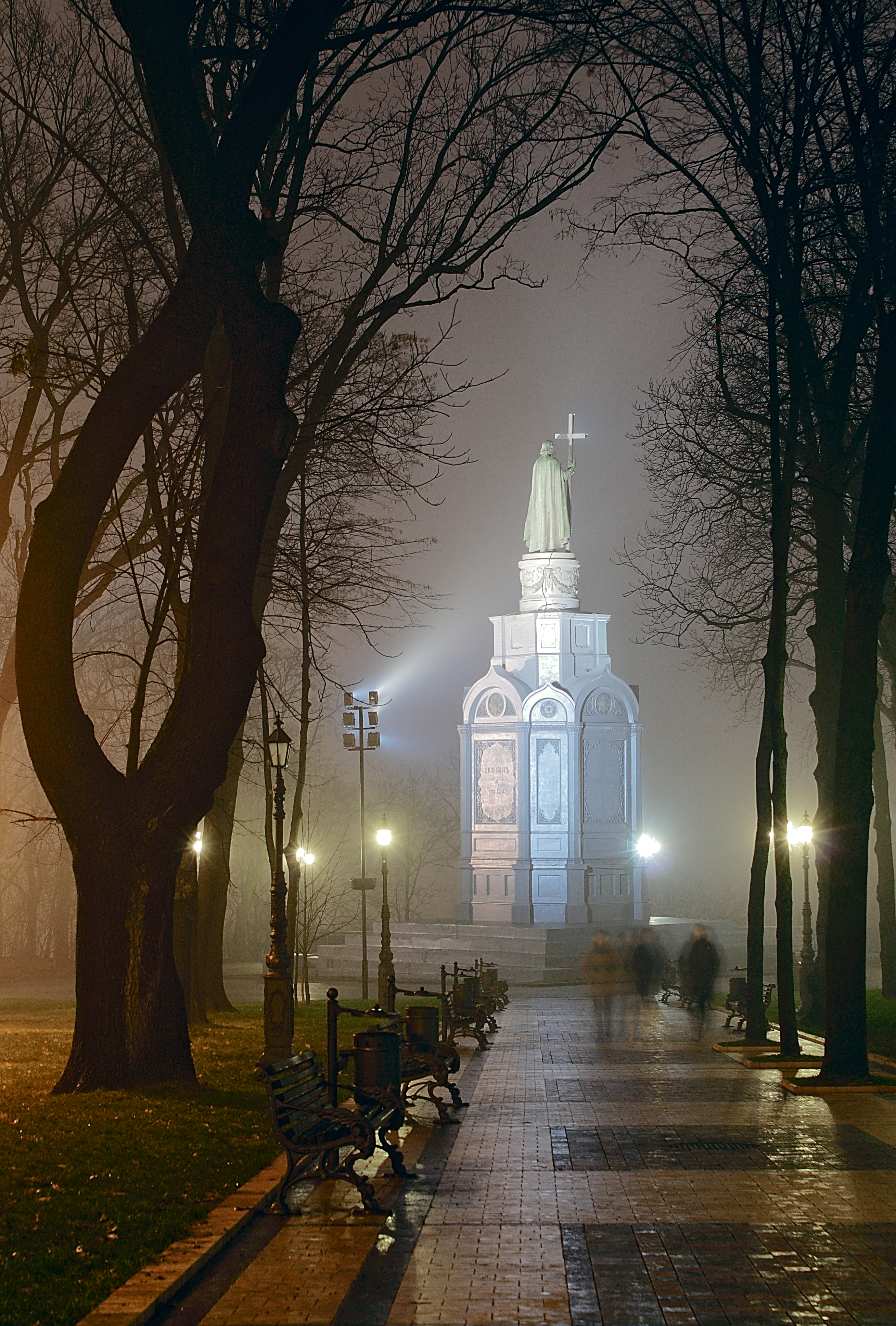
Володимирська гірка, вечірні вогні